# آندژی ژووافسکی
آندژی ژووافسکی (لهستانی: Andrzej Żuławski Polish: [ˈandʐɛj ʐuˈwafskʲi]) کارگردان و نویسنده اهل لهستان بود. او فیلمسازی خارج از جریان اصلی بود و آثارش بیشتر مورد توجه مخاطبان اروپایی فیلم‌های هنری قرار می‌گرفت.

## گزیدهٔ فیلم‌شناسی
- قسمت سوم شب (۱۹۷۱)
- شیطان(۱۹۷۲)
- تسخیر (۱۹۸۱)
- بر گوی نقره‌ای (۱۹۸۹)
- زن هرجایی (۱۹۸۴)
- شامانکا (۱۹۹۷)
- وفاداری (۲۰۰۰)